# Semien Gondar
Semien Gondar är en zon i Etiopien.   Den ligger i regionen Amhara, i den nordvästra delen av landet, 400 km norr om huvudstaden Addis Abeba.